# Торгово-промышленная партия Российской империи
Торго́во-промы́шленная па́ртия — политическая партия Российской империи.
Торгово-промышленная партия, наряду с Торгово-промышленным союзом и Прогрессивно-экономической партией России, одна из трёх основных партий, в которые во время образования политических партий в 1905 году, накануне выборов в Государственную думу Российской империи I созыва организовалась российская торгово-промышленная буржуазия на чисто классовой основе, с целью охраны своих классовых интересов.
В противоположность двум упомянутым выше партиям, она представляла собой крайнее правое крыло торгово-промышленной буржуазии; хотя в её программе и заключалось несколько либеральных требований, но они выражались в форме необходимости «полного содействия правительству по проведению в жизнь начал, возвещенных манифестом 17 октября 1905 года, и поддержанию закономерного правового порядка».
Политическая часть программы решительно подчеркивала идею единства России, экономическая — необходимость охраны интересов промышленников и торговцев, в частности поощрением таможенного покровительства. Объяснительная записка к программе заключала в себе, главным образом, резкую критику более левых партий, как конституционных демократов, так и социалистов; особенному осуждению подверглась идея восьмичасового рабочего дня.
Торгово-промышленная партия организовалась в городе Москве 12 ноября 1905 года. К концу 1905 года она имела в 19 губерниях Европейской и Азиатской России провинциальные комитеты; в январе и феврале 1906 года число этих комитетов еще увеличилось; таким образом, это была единственная партия этого типа, распространившаяся на значительную часть России.
В Санкт-Петербурге, однако, где у неё были соперники в лице торгово-промышленного союза и прогрессивно-экономической партии, она не успела организоваться. Она вела борьбу не только с левыми партиями, но и с двумя другими торговыми партиями, на которые смотрела как на партии радикальные; тем не менее, в «Московских Ведомостях» велся поход против торгово-промышленной партии, подрывающей, будто бы, основы русского монархизма.
С 5 по 6 февраля 1906 года в Москве собрался первый всероссийский союз торгово-промышленной партии, на котором присутствовало 420 делегатов от местных комитетов. Во время съезда и после его окончания было выпущено три номера «Дневника первого всероссийского съезда торгово-промышленной партии», редактором которого подписывался заведующий бюро центрального комитета торгово-промышленной партии В. С. Баршев. На этом съезде была намечена тактика партии, враждебная как левым, так и крайним правым.
Партия приняла деятельное участие в выборной агитации, заключая в разных местах разные блоки, по преимуществу с «Союзом 17 октября» и Партией правового порядка, а кое-где и с партией монархистов и с Союзом русского народа. Нигде она не имела ни малейшего успеха, несмотря на то, что ею было издано много листков и брошюр в громадном количестве экземпляров, а московское отделение издавало также газету «Русский дневник».
После выборов в Государственную Думу Российской империи I созыва торгово-промышленная партия начала разлагаться. Один за другим комитеты её ликвидировали свои дела.
В ноябре 1906 года состоялось в Москве собрание учредителей торгово-промышленной партии, под председательством Григория Александровича Крестовникова, на котором принята следующая резолюция: «предложить всем комитетам торгово-промышленной партии объединить свои действия с „Союзом 17 октября“ под общим руководством центрального комитета союза».
Члены партии по большей части перешли в «Союз 17 октября», дав ему тот сильный толчок направо, который вызвал необходимость выхода из него таких деятелей, как М. А. Стахович, П. А. Гейден, Д. Н. Шипов. В конце декабря 1906 года в Ельце была сделана попытка возродить торгово-промышленную партию, но она не увенчалась успехом.